# 569-й штурмовой авиационный полк
569-й штурмовой авиационный Осовецкий Краснознаменный ордена Суворова полк — авиационная воинская часть ВВС РККА штурмовой авиации в Великой Отечественной войне.

## Наименование полка
В различные годы своего существования полк имел наименования:
- 569-й штурмовой авиационный полк[1];
- 569-й штурмовой авиационный Осовецкий полк[1];
- 569-й штурмовой авиационный Осовецкий Краснознаменный полк[1];
- 569-й штурмовой авиационный Осовецкий Краснознаменный ордена Суворова полк[1];
- Войсковая часть (Полевая почта) .

## История и боевой путь полка
Полк начал формирование в августе 1941 года в составе 1-й запасной авиабригады ВВС Орловского военного округа в Воронеже на одноместных штурмовиках Ил-2 первой серии. С 20-х чисел октября 1941 года полк вошел в состав ВВС Калининского фронта, имея в боевом составе 20 самолётов Ил-2. С 11 ноября полк приступил к боевым действиям под Москвой, отражая наступление немецких войск на Калининском направлении. С 21 февраля 1942 года полк выведен с фронта на доукомплектование в Приволжский военный округ в состав 1-й запасной авиабригады ВВС Приволжского военного округа в Куйбышев. В марте полк проводил доукомплектование в составе ВВС Уральского военного округа, после чего в апреле 1942 года перебазировался в состав 3-й резервной бригады Ставки ВГК на территории ВВС Московского военного округа.

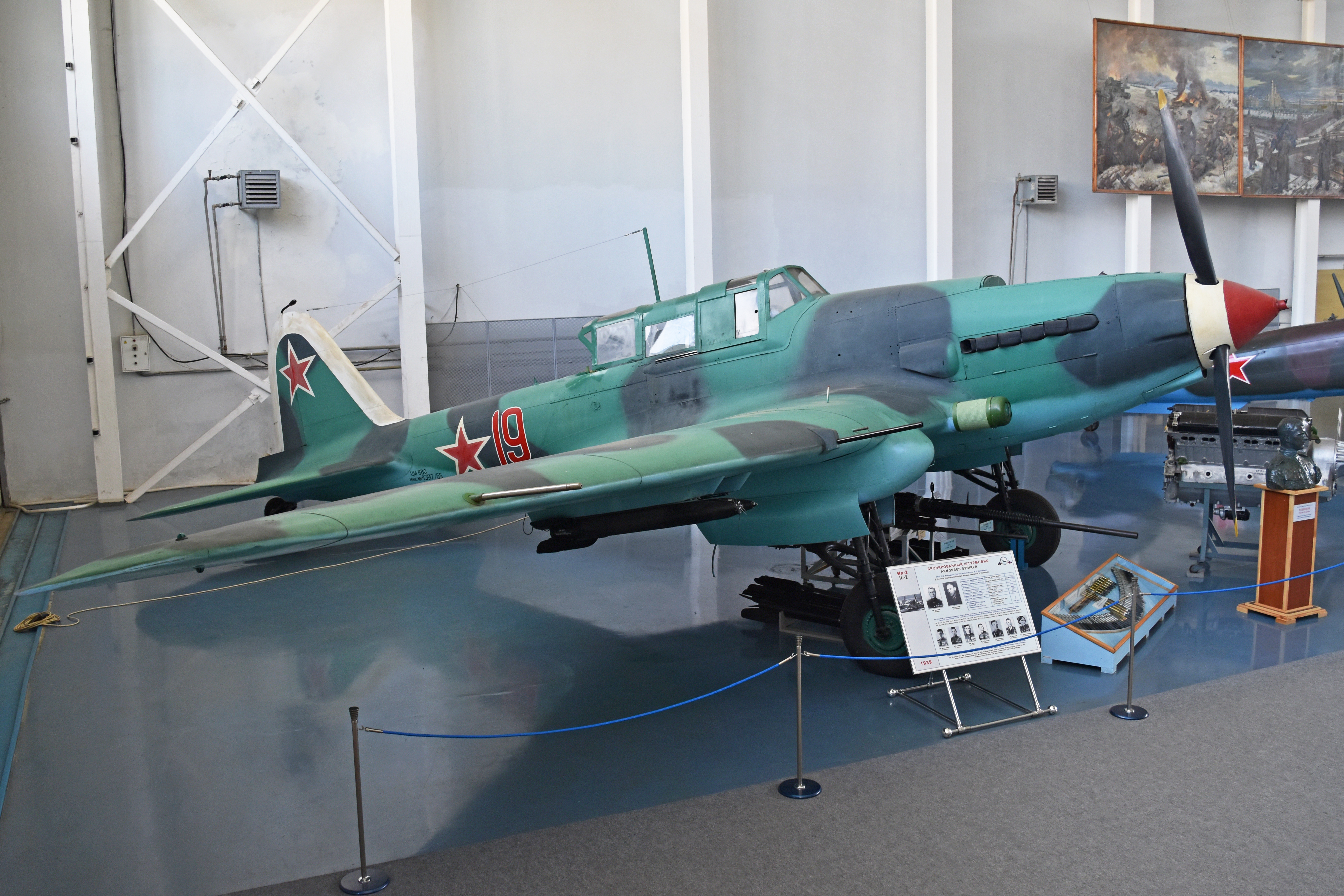
Конструкторы называли разработанный ими штурмовик Ил-2 «летающим танком», пилоты-истребители люфтваффе прозвали его «бетонным самолётом» (нем. Betonflugzeug), солдаты вермахта называли его «чумой» (нем. Schwarzer Tod, дословно: «чёрная смерть»).

С 20 июня полк принимает участие в боях на Волховском фронте в составе 1-й ударной авиагруппы. Полк, участвуя в боевых действиях группы уничтожал живую силу и технику противника непосредственно на поле боя, бомбардировал и штурмовал автоколонны и подходящие к линии фронта резервы противника, занимался воздушной разведкой и уничтожал авиацию противника на земле и в воздухе.
В связи с проводимой реорганизацией ВВС приказом НКО СССР № 00151 от 27 июля 1942 года и войскам Волховского фронта № 00105 от 31.07.1942 г. на базе ВВС Волховского фронта в составе 278-й и 279-й истребительных, 281-й штурмовой и 280-й бомбардировочной авиадивизий к 15 августа 1942 года сформирована 14-я воздушная армия. Полк вошел с 8 августа 1942 года в состав 281-й штурмовой авиадивизии и сразу вступил в боевые действия на киришском направлении, поддерживая части 4-й армии. С 19 августа полк участвует в Синявинской операции. С 6 по 23 октября 1942 года полк действовал в интересах 52-й армии, проводившей частную операцию. В период с 13 по 17 ноября 1942 года полк в составе дивизии действовал в интересах 59-й армии, проводившей наступательную операцию по улучшению своего положения на западном берегу реки Волхов. С 6 декабря 1942 года полк выведен на переформирование в 1-ю запасную авиабригаду.
С 23 декабря 1942 года полк вновь выведен в тыл на доукомплектование в Приволжский военный округ в состав 1-й запасной авиабригады ВВС Приволжского военного округа в Куйбышев в 5-й запасной авиационный полк. До августа 1943 года полк комплектовался летным составом и проводил подготовку летных экипажей. В начале августа 1943 года полк прибыл на Брянский фронт в состав 307-й штурмовой авиадивизии 3-го штурмового авиационного корпуса 15-й воздушной армии, где принял участие в Курской битве.
С 3 января 1944 года полк перебазировался на прифронтовой аэродром ВВС Орловского военного округа Церковье, где вошел в состав 199-й штурмовой авиадивизии, имея 35 самолётов Ил-2 и 40 лётчиков;.
С 24 июня 1944 года полк вместе с дивизией в составе 4-го штурмового авиационного корпуса начал боевые действия на главном направлении 1-го Белорусского фронта, участвуя в Бобруйской операции. Боевая задача полка на этот период состояла в содействии наступлению 3-й армии по прорыву оборону противника на участке Петровка, Тихиничи, Слапища; с прорывом обороны взаимодействовать с 9-м танковым корпусом, входящим в прорыв, имеющего задачу захвата переправ через р. Березина у Бобруйска и не допустить отход Рогачевско-Жлобинской группировки противника.
В начале августа 1944 года полк с дивизией в составе 4-го штурмового авиационного корпуса переданы в 4-ю воздушную армию 2-го Белорусского фронта и участвовали в боях за город и крепость Осовец и в наступлении в направлении Ломжа, отличилась при занятии важного узла шоссейных дорог — города Замбров. В этот период полк поддерживал войска 3-й армии. За отличие в боях при овладении штурмом городом и крепостью Осовец — мощным укрепленным районом обороны немцев на реке Бобр, прикрывающим подступы к границам Восточной Пруссия, Приказом НКО от 1 сентября 1944 года полку присвоено почётное наименование «Осовецкий»
С января 1945 года полк участвовал в боях при прорыве обороны противника на макув-пултусском плацдарме, в операциях в Восточной Пруссии, в разгроме немецких войск в районе Гдыни, Данцига, Штеттина, обеспечивал боевые действия 3-го кавалерийского корпуса на стыке 1-го и 2-го Белорусских фронтов. За образцовое выполнение боевых заданий командования в боях с немецкими захватчиками при овладении городами Остероде, Дойтш-Айлау и проявленные при этом доблесть и мужество Указом Президиума Верховного Совета СССР от 5 апреля 1945 года полк награждён орденом «Красного Знамени».
Последние бои полк вел в мае 1945 года, поддерживая наступление войск 19-й армии 2-го Белорусского фронта в наступлении на город Воллин и Свинемюнде, и в разгроме западно-померанской группировки противника. Последний боевой вылет полк выполнил 4 мая 1945 года, уничтожив вместе с другими полками дивизии 185 автомашин с пехотой и грузом и 99 повозок, 4 самолёта, 5 батарей полевой артиллерии, 4 батареи зенитной артиллерии и 2 минометных батареи, 8 складов, 10 вагонов, уничтожил до 1070 солдат и офицеров противника. За образцовое выполнение заданий командования в боях с немецкими захватчиками при овладении островом Рюген и проявленные при этом доблесть и мужество Указом Президиума Верховного Совета СССР от 4 июня 1945 года награждён орденом «Суворова III степени»
В составе действующей армии полк находился с 11 ноября 1941 года по 20 февраля 1942 года, с 20 июня по 20 декабря 1942 года, с 10 августа 1943 года по 2 января 1944 года, с 12 июня по 7 сентября 1944 года, с 12 ноября 1944 года по 9 мая 1945 года.
После войны полк входил в состав 199-й штурмовой авиадивизии 4-й воздушной армии 4-го штурмового авиационного корпуса Северной группы войск и базировался на аэродроме Роггентин (Германия), с июля 1945 года — на аэродроме Бжег (Польша). В декабре 1945 года полк вместе с дивизией перебазирован на аэродром Насосная в состав вновь сформированной 7-й воздушной армии Бакинского военного округа (с мая 1946 года — Закавказского военного округа).
В связи массовым послевоенным сокращением Вооружённых Сил была расформирована в апреле 1946 года на аэродроме Насосная в составе 7-й воздушной армии Бакинского военного округа.

## Командиры полка
- капитан Заклепа Кирилл Петрович, 08.1941 — 08.1942
- майор Козлов Иван Никитович, 09.1942 — 1943
- подполковник Иванов Георгий Александрович, 08.1943 — 02.1944
- майор, подполковник Лизогуб Андрей Яковлевич, 14.02.1944 — 04.1946

## В составе соединений и объединений

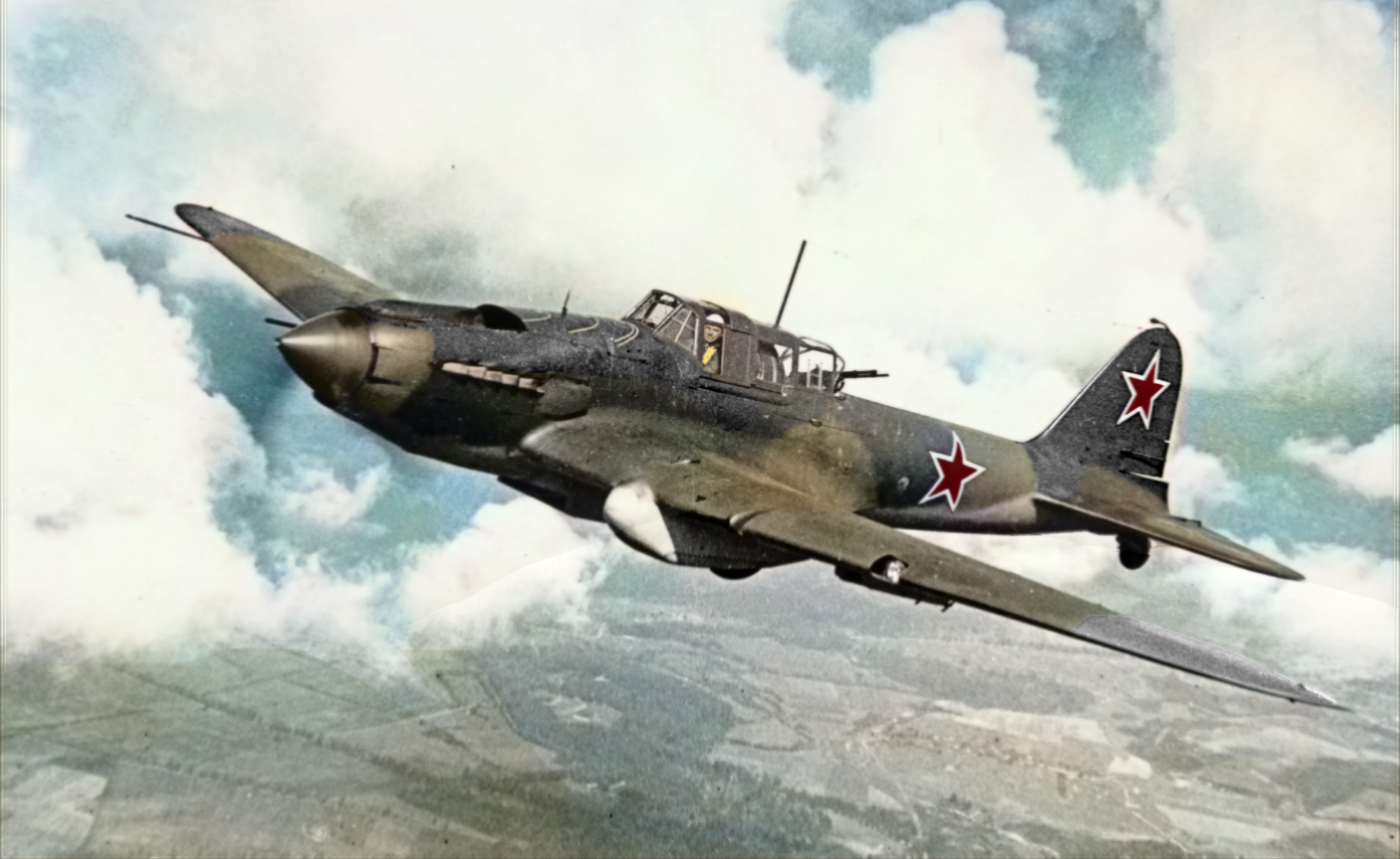
На вооружение полка самолёт Ил-2 поступил в мае 1942 года, после переформирования полка в штурмовой.

| Дата          | Фронт (округ)                   | Армия/Корпус                                                    | Дивизия                                                        | Примечание |
| ------------- | ------------------------------- | --------------------------------------------------------------- | -------------------------------------------------------------- | ---------- |
| 08.1941 г.    | Орловский военный округ         | ВВС Орловского военного округа                                  | 1-я запасная авиационная бригада                               |            |
| 10.1941 г.    | Калининский фронт               | ВВС Калининского фронта                                         |                                                                |            |
| 02.1942 г.    | Приволжский военный округ       | ВВС Приволжского военного округа                                | 1-я запасная авиационная бригада                               |            |
| 03.1942 г.    | Уральский военный округ         | ВВС Уральского военного округа                                  |                                                                |            |
| 05.1942 г.    | Резерв Ставки ВГК               | ВВС Московского военного округа                                 | 3-я резервная авиационная бригада                              |            |
| 20.06.1942 г. | Ударные авиационные группы СВГК | ВВС Волховского фронта                                          | 1-я ударная авиационная группа                                 |            |
| 08.08.1942 г. | Волховский фронт                | 14-я воздушная армия                                            | 281-я штурмовая авиационная дивизия                            |            |
| 06.12.1942 г. | Резерв Ставки ВГК               | Авиация резерва Ставки ВГК                                      |                                                                |            |
| 01.01.1943 г. | Приволжский военный округ       | ВВС Приволжского военного округа                                | 1-я запасная авиационная бригада 5-й запасной авиационный полк |            |
| 01.08.1943 г. | Резерв Ставки ВГК               | Авиация резерва Ставки ВГК                                      |                                                                |            |
| 10.08.1943 г. | Брянский фронт                  | 15-я воздушная армия 3-й штурмовой авиационный корпус           | 307-я штурмовая авиационная дивизия                            |            |
| 03.01.1944 г. | Орловский военный округ         | ВВС Орловского военного округа 4-й штурмовой авиационный корпус | 199-я штурмовая авиационная дивизия                            |            |
| 09.02.1944 г. | Резерв Ставки ВГК               | Авиация резерва Ставки ВГК 4-й штурмовой авиационный корпус     | 199-я штурмовая авиационная дивизия                            |            |
| 12.06.1944 г. | 1-й Белорусский фронт           | 16-я воздушная армия 4-й штурмовой авиационный корпус           | 199-я штурмовая авиационная дивизия                            |            |
| 03.08.1944 г. | 2-й Белорусский фронт           | 4-я воздушная армия 4-й штурмовой авиационный корпус            | 199-я штурмовая авиационная дивизия                            |            |
| 07.09.1944 г. | Резерв Ставки ВГК               | Авиация резерва Ставки ВГК 4-й штурмовой авиационный корпус     | 199-я штурмовая авиационная дивизия                            |            |
| 12.11.1944 г. | 2-й Белорусский фронт           | 4-я воздушная армия 4-й штурмовой авиационный корпус            | 199-я штурмовая авиационная дивизия                            |            |
| 09.05.1945 г. | 2-й Белорусский фронт           | 4-я воздушная армия 4-й штурмовой авиационный корпус            | 199-я штурмовая авиационная дивизия                            |            |
| 29.05.1945 г. | Северная группа войск           | 4-я воздушная армия 4-й штурмовой авиационный корпус            | 199-я штурмовая авиационная дивизия                            |            |
| 01.12.1945 г. | Бакинский военный округ         | 7-я воздушная армия                                             | 199-я штурмовая авиационная дивизия                            |            |
| 01.04.1946 г. | Бакинский военный округ         | 7-я воздушная армия                                             | 199-я штурмовая авиационная дивизия                            |            |

## Участие в операциях и битвах
- Битва за Москву
- Битва за Ленинград:
  - Синявинская операция — с 19 августа 1942 года по 1 октября 1942 года.
  - Прорыв блокады Ленинграда — с 12 января 1943 года по 30 января 1943 года.
- Орловская стратегическая наступательная операция[4] — с 12 июля 1943 года по 18 августа 1943 года.
- Брянская операция[4] — с 17 августа 1943 года по 3 октября 1943 года.
- Городокская операция[4] — с 13 октября 1943 года по 31 октября 1943 года.
- Белорусская операция «Багратион»[8] с 23 июня по 29 августа 1944 года.
  - Бобруйская операция[8] с 24 по 29 июня 1944 года.
  - Минская операция с 29 июня по 4 июля 1944 года.
  - Барановичская операция[8] с 5 по 16 июля 1944 года.
  - Люблин-Брестская операция с 18 июля по 2 августа 1944 года.
  - Осовецкая операция[8] с 6 по 14 августа 1944 года.
- Восточно-Прусская операция с 13 января по 25 апреля 1945 года.
- Млавско-Эльбингская операция с 14 по 26 января 1945 года.
- Восточно-Померанская операция[8] с 10 февраля по 4 апреля 1945 года.
- Восточно-Прусская операция (1945)
  - Кенигсбергская операция с 6 по 9 апреля 1945 года.
- Берлинская операция с 16 апреля по 8 мая 1945 года.

## Почётные наименования
569-му штурмовому авиационному полку за отличие в боях при овладении штурмом городом и крепостью Осовец — мощным укрепленным районом обороны немцев на реке Бобр, прикрывающим подступы к границам Восточной Пруссия Приказом НКО от 1 сентября 1944 года на основании Приказа ВГК № 166 от 14 августа 1944 года присвоено почётное наименование «Осовецкий».

## Награды
- 569-й штурмовой авиационный Осовецкий полк за образцовое выполнение боевых заданий командования в боях с немецкими захватчиками при овладении городами Остероде, Дойтш-Айлау и проявленные при этом доблесть и мужество Указом Президиума Верховного Совета СССР от 5 апреля 1945 года награждён орденом Красного Знамени[10].
- 569-й штурмовой авиационный Осовецкий Краснознамённый полк за образцовое выполнение заданий командования в боях с немецкими захватчиками при овладении островом Рюген и проявленные при этом доблесть и мужество Указом Президиума Верховного Совета СССР от 4 июня 1945 года награждён орденом Суворова III степени[10].

## Благодарности Верховного Главнокомандующего
Воинам полка в составе 307-й штурмовой аваидивизии Верховным Главнокомандующим объявлена благодарность за успешно проведенную операцию по прорыву сильно укрепленной обороны немцев к югу от города Невель.
Воинам полка в составе 199-й штурмовой аваидивизии Верховным Главнокомандующим объявлены благодарности:
- За отличие в боях при форсировании реки Шара на участке протяжением 60 километров и овладении городом Слоним — крупным узлом коммуникаций и мощным опорным пунктом обороны немцев на реке Шара и городом Лунинец — важным железнодорожным узлом Полесья[12].
- За отличие в боях при овладении областным центром Белоруссии городом и крепостью Брест (Брест-Литовск) — оперативно важным железнодорожным узлом и мощным укрепленным районом обороны немцев на варшавском направлении[13].
- За отличие в боях при овладении городами Млава и Дзялдов (Зольдау) — важными узлами коммуникаций и опорными пунктами обороны немцев на подступах к южной границе Восточной Пруссии и городом Плоньск — крупным узлом коммуникаций и опорным пунктом обороны немцев на правом берегу Вислы[14].
- За отличие в боях при овладении городами городами Восточной Пруссии Остероде и Дойч-Эйлау — важными узлами коммуникаций и сильными опорными пунктами обороны немцев[15].
- За отличие в боях при овладении городами Хойнице (Конитц) и Тухоля (Тухель) — крупными узлами коммуникаций и сильными опорными пунктами обороны немцев в западной части Польши[16].
- За овладение городом Черск — важным узлом коммуникаций и сильным опорным пунктом обороны немцев в северо-западной части Польши[17].
- За отличие в боях при овладении городами Нойштеттин и Прехлау — важными узлами коммуникаций и сильными опорными пунктами обороны немцев в Померании[18].
- За отличие в боях при овладении городами Руммельсбург и Поллнов — важными узлами коммуникаций и сильными опорными пунктами обороны немцев в Померании[19].
- За отличие в боях при выходе на побережье Балтийского моря и при овладении городом Кёзлин — важным узлом коммуникаций и мощным опорным пунктом обороны немцев на путях из Данцига в Штеттин, раасчение войск противника в Восточной Померании от его войск в Западной Померании[20].
- За отличие в боях при овладении городами Бытув (Бютов) и Косьцежина (Берент) — важными узлами железных и шоссейных дорог и сильными опорными пунктами обороны немцев на путях к Данцигу[21].
- За отличие в боях при овладении городом и военно-морской базой Гдыня — важной военно-морской базой и крупным портом на Балтийском море[22].
- За отличие в боях при овладении главным городом Померании и крупным морским портом Штеттин, а также занятии городов Гартц, Пенкун, Казеков, Шведт[23].
- За отличие в боях при овладении городами и важными узлами Анклам, Фридланд, Нойбранденбург, Лихен и вступлении на территорию провинции Мекленбург[24].
- За отличие в боях при овладении городами Штральзунд, Гриммен, Деммин, Мальхин, Варен, Везенберг — важными узлами дорог и сильными опорными пунктами обороны немцев[25].
- За отличие в боях при овладении портом и военно-морской базой Свинемюнде — крупным портом и военно-морской базой немцев на Балтийском море[26].
- За отличие в боях при форсировании пролива Штральзундерфарвассер и овладении островом Рюген[27].

## Отличившиеся воины
- Борозенец Степан Николаевич, лейтенант, командир звена 569-го штурмового авиационного полка 199-й штурмовой авиационной дивизии 4-го штурмового авиационного корпуса 4-й воздушной армии Указом Президиума Верховного Совета СССР от 18 августа 1945 года удостоен звания Герой Советского Союза. Золотая Звезда № 8207.
- Гришаев Иван Ильич, лейтенант, штурман эскадрильи 569-го штурмового авиационного полка 199-й штурмовой авиационной дивизии 4-го штурмового авиационного корпуса 4-й воздушной армии Указом Президиума Верховного Совета СССР от 18 августа 1945 года удостоен звания Герой Советского Союза. Золотая Звезда № 8661.
- Долинский Сергей Андреевич, младший лейтенант, старший лётчик 569-го штурмового авиационного полка 199-й штурмовой авиационной дивизии 4-го штурмового авиационного корпуса 4-й воздушной армии Указом Президиума Верховного Совета СССР от 18 августа 1945 года удостоен звания Герой Советского Союза. Золотая Звезда № 8663.
- Жоров Семён Васильевич, младший лейтенант, старший лётчик 569-го штурмового авиационного полка 199-й штурмовой авиационной дивизии 4-го штурмового авиационного корпуса 4-й воздушной армии Указом Президиума Верховного Совета СССР от 18 августа 1945 года удостоен звания Герой Советского Союза. Золотая Звезда № 8664.
- Жуканов Николай Антонович, младший лейтенант, командир звена 569-го штурмового авиационного полка 199-й штурмовой авиационной дивизии 4-го штурмового авиационного корпуса 4-й воздушной армии Указом Президиума Верховного Совета СССР от 18 августа 1945 года удостоен звания Герой Советского Союза. Золотая Звезда № 8205.
- Заклепа Кирилл Петрович, первый командир полка, удостоен звания Героя Советского Союза Указом Президиума Верховного Совета СССР от 19 апреля 1945 года будучи командиром 311-й штурмовой авиационной дивизии. Золотая Звезда № 6243.
- Земских Владимир Афанасьевич, лейтенант, командир эскадрильи 569-го штурмового авиационного полка 199-й штурмовой авиационной дивизии 4-го штурмового авиационного корпуса 4-й воздушной армии Указом Президиума Верховного Совета СССР от 18 августа 1945 года удостоен звания Герой Советского Союза. Золотая Звезда № 8710.
- Леонов Иван Михайлович, лейтенант, старший лётчик 569-го штурмового авиационного полка 199-й штурмовой авиационной дивизии 4-го штурмового авиационного корпуса 4-й воздушной армии Указом Президиума Верховного Совета СССР от 18 августа 1945 года удостоен звания Герой Советского Союза. Золотая Звезда № 8714.
- Молчанов, Алексей Михайлович, младший лейтенант, лётчик 569-го штурмового авиационного полка 199-й штурмовой авиационной дивизии 4-го штурмового авиационного корпуса 4-й воздушной армии Указом Президиума Верховного Совета СССР от 18 августа 1945 года удостоен звания Герой Советского Союза. Золотая Звезда № 8649.
- Морозов Иван Васильевич, старший лейтенант, командир эскадрильи 569-го штурмового авиационного полка 199-й штурмовой авиационной дивизии 4-го штурмового авиационного корпуса 4-й воздушной армии Указом Президиума Верховного Совета СССР от 18 августа 1945 года удостоен звания Герой Советского Союза. Золотая Звезда № 8628.
- Осипов Александр Михайлович, капитан, командир эскадрильи 569-го штурмового авиационного полка 199-й штурмовой авиационной дивизии 4-го штурмового авиационного корпуса 4-й воздушной армии Указом Президиума Верховного Совета СССР от 18 августа 1945 года удостоен звания Герой Советского Союза. Посмертно.
- Рыбаков Александр Васильевич, лейтенант, командир звена 569-го штурмового авиационного полка 199-й штурмовой авиационной дивизии 4-го штурмового авиационного корпуса 4-й воздушной армии Указом Президиума Верховного Совета СССР от 18 августа 1945 года удостоен звания Герой Советского Союза. Золотая Звезда № 8667.
- Чернышов Алексей Фёдорович, старший лейтенант, командир эскадрильи 569-го штурмового авиационного полка 199-й штурмовой авиационной дивизии 4-го штурмового авиационного корпуса 4-й воздушной армии Указом Президиума Верховного Совета СССР от 18 августа 1945 года удостоен звания Герой Советского Союза. Золотая Звезда № 8025.

## Воины полка, совершившие огненный таран
Огненный таран совершили:
- 16 августа 1944 года старший лётчик полка старший лейтенант Баранов Николай Андреевич. Не награждался.
- 19 февраля 1945 года командир эскадрильи капитан Осипов Александр Михайлович. Указом Президиума Верховного Совета СССР от 18 августа 1945 года присвоено звание Героя Советского Союза посмертно.
- 18 ноября 1941 года лётчик старший сержант Рвачев Николай Николаевич. Не награждался.

## Память
В средней общеобразовательной школе № 956 города Москвы 5 мая 1995 года открыт Музей боевой славы 569-го штурмового авиационного Осовецкого Краснознамённого ордена Суворова полка.

## Базирование
| Период            | Место базирования                      |
| ----------------- | -------------------------------------- |
| 05.1945 — 07.1945 | Роггентин, Германия                    |
| 07.1945 — 12.1945 | Бжег, Польша                           |
| 12.1945 — 04.1946 | Насосная, Сумгаит, Азербайджанская ССР |